# 谷口寿宣
谷口 寿宣（たにぐち としのり、1976年9月26日 - ）は、KAB熊本朝日放送のアナウンサー。福岡県福岡市東区出身。血液型はA型。

## 人物・略歴
- 西南学院高等学校、西南学院大学卒業後、1999年にKAB入社、営業部に所属。2006年の異動でアナウンサーになり、営業職からアナウンス職に転じる。
- アナウンサー歴わずか2年で本格的実況中継デビューを果たすという異色のキャリアの持ち主である。2007年夏に開催された第89回全国高等学校野球選手権熊本大会決勝戦（八代東 対 九州学院）において、スポーツ中継の実況を担当。この功績と努力が評価され、第6回ANNアナウンサー賞高校野球実況部門奨励賞を受賞した。
- 2017年3月KABアナウンサーを卒業したが、2019年4月復帰。

## 過去の担当番組
- 駅前TVサタブラ（番組MC、2007年4月7日放送開始から2009年3月28日放送分まで）
- KABニューストレイン（木曜・金曜、メインキャスター）
- ニュース&情報ライブ くまパワ（月曜〜金曜16:50〜18:55、ニュース担当キャスターである土屋孝博アナウンサーが不在時、ニュース担当キャスターとして番組に出演している）
- アナいち
- スポーツ中継（高校野球実況）